# (308634) 2005 XU100
(308634) 2005 XU100 est un objet transneptunien de la ceinture de Kuiper qui pourrait mesurer entre 221 km et 302 km de diamètre, selon les estimations.